# 大頭副阿胡鰕虎魚
大頭副阿胡鰕虎魚（学名：Parawaous megacephalus），为輻鰭魚綱鱸形目鰕虎亞目鰕虎科的其中一種，為熱帶淡水魚，分布於亞洲婆羅洲淡水流域，體長可達7.4公分，棲息在底層水域，生活習性不明。